# Donji Žabar
Donji Žabar (in serbo Доњи Жабар) è un comune della Repubblica Serba di Bosnia ed Erzegovina con 4.043 abitanti al censimento 2013.